# 伊丹十三記念館
伊丹十三記念館（いたみじゅうぞうきねんかん）は、1997年12月に亡くなった映画監督・俳優・エッセイスト等として活躍した伊丹十三のゆかりの品などを展示する愛媛県の登録博物館。運営は、公益財団法人ITM伊丹記念財団。

## 概要
2007年5月15日に愛媛県松山市東石井に開館した。5月15日は十三の誕生日でもある。館長は、十三の妻で女優の宮本信子。
松山は、十三の父で映画監督の伊丹万作の出身地。十三は高校時代を松山で過ごし、後に妹の夫となる作家・大江健三郎（愛媛県内子町出身、愛媛県立松山東高等学校を卒業）と知り合った。建設用地は伊丹十三と縁の深い一六本舗が提供し、建設費用は宮本信子が拠出。運営母体は「公益財団法人ITM伊丹記念財団」である。館内には、収蔵展示室、企画展示室のほか、ミュージアムショップ、カフェなども設けられる。
建設発表会見によれば、宮本の「女房として最後の大仕事」とのことで、「温かく愛情がこもった記念館」を目指すとのこと。設計を担当した建築家・中村好文によると、「簡単で、面白く、伊丹十三らしい」設計。
ガレージには十三の愛車、ベントレー・コンチネンタルが収まっている。

## アクセス
- 伊予鉄バス「天山橋」バス停下車、徒歩2分。
- 国道33号天山交差点を砥部方面に向かって小野川の手前東（左）。